# جون غوردون كلارك
جون غوردون كلارك (بالإنجليزية: John Gordon Clark)‏ هو طبيب نفسي أمريكي، ولد في 1926 في الولايات المتحدة، وتوفي في 1999 في ماساتشوستس في الولايات المتحدة.